# Noordse combinatie op de Olympische Winterspelen 2006
Noordse combinatie is een van de sporten die beoefend werden tijdens de Olympische Winterspelen 2006 in Turijn. Het bestond uit het volgende programma:
| Datum       | Onderdeel                                                |
| ----------- | -------------------------------------------------------- |
| 11 februari | Individueel: 2 Sprongen kleine schans + 15 km langlaufen |
| 15 februari | Estafette: Sprongen grote schans + 4 x 5 km langlaufen   |
| 21 februari | Sprint: 1 Sprong grote schans + 7,5 km langlaufen        |

## Mannen

### Individueel
| Titelverdediger | Samppa Lajunen | Finland |
| --------------- | -------------- | ------- |

De Olympische Spelen gingen van start met de sprong van de Italiaan Alessandro Pittin, hij kwam tot een sprong van 84,5 meter wat hem 85.0 punten opleverde, goed voor de 48e plaats. Tijdens de eerste sprong stelden de grote favorieten teleur. Hannu Manninen kwam niet verder dan een 14e plaats, terwijl Ronny Ackermann genoegen moest nemen met een 30e plaats. De verste sprong werd gemaakt door Petter Tande, hij kwam 103,0 meter ver. De grootste verrassing was de Fransman Jason Lamy-Chappuis die een halve meter minder ver sprong.
Tijdens de tweede sprong imponeerde de Duitser Georg Hettich met een sprong van 104,0 meter, wat de verste sprong van de dag was. Hij haalde daarmee Petter Tande in, resulterend in een achterstand van 2 seconden bij het langlaufen. Jason Lamy Chappuis en Jaakko Tallus eindigden op de gedeeld derde plaats. Hannu Manninen wist op te klimmen naar de achtste plaats, zijn achterstand op Hettich bedroeg echter al 1 minuut 38. Ronny Ackermann klom eveneens, maar slechts naar de 26e plaats en een achterstand van meer dan 3 minuten zorgden ervoor dat zijn kans op goud enorm slonk.

#### Schansspringen
| rang | sporter(s)          | land | sprong 1 | sprong 2 | totaal | tijdsverschil |
| ---- | ------------------- | ---- | -------- | -------- | ------ | ------------- |
| 1    | Georg Hettich       | GER  | 129.0    | 133.5    | 262.5  | 0.00          |
| 2    | Petter Tande        | NOR  | 131.5    | 130.5    | 262.0  | 0.02          |
| 3    | Jason Lamy-Chappuis | FRA  | 130.5    | 126.5    | 257.0  | 0.22          |
| 5    | Christoph Bieler    | AUT  | 124.5    | 126.5    | 251.0  | 0.46          |
| 7    | Michael Gruber      | AUT  | 122.5    | 126.0    | 248.5  | 0.56          |
| 8    | Hannu Manninen      | FIN  | 117.0    | 121.0    | 238.0  | 1.38          |
| 9    | Magnus Moan         | NOR  | 119.5    | 118.0    | 237.5  | 1.40          |
| 10   | Yosuke Hatakeyama   | JPN  | 120.0    | 115.0    | 235.0  | 1.50          |
| 11   | Felix Gottwald      | AUT  | 119.0    | 115.5    | 234.5  | 1.52          |
| 12   | Daito Takahashi     | JPN  | 118.0    | 115.5    | 233.5  | 1.56          |
| 13   | Todd Lodwick        | USA  | 117.5    | 114.5    | 232.0  | 2.02          |
| 14   | Ivan Rieder         | SUI  | 110.5    | 113.5    | 230.0  | 2.10          |
| 15   | Håvard Klemetsen    | NOR  | 117.0    | 112.0    | 229.0  | 2.14          |

In de langlaufwedstrijd kwam Ackermann dan ook niet meer in de buurt van de koplopers. Hettich en Tande vertrokken vrijwel tegelijk met Chappuis en Tallus 20 seconden achter Tande. De Fin liet de Fransman al snel alleen achter en zette de achtervolging met succes in op de twee koplopers. Met zijn drieën liepen ze lange tijd voorop en achter hen stond een grote groep die halverwege het parcours nog altijd op een achterstand van meer dan een minuut liepen.
In die groep zaten onder andere de gedoodverfde favoriet Manninen, die nog geen individuele wedstrijd verloren had, Magnus Moan en Felix Gottwald die vanuit het achterveld naar voren waren gekomen vanwege hun goede langlaufkwaliteiten. Halverwege de achtervolging van de groep kwam Manninen in de problemen en moest de anderen laten gaan. De rest kwam zo'n vijf kilometer voor de finish bij de koplopers, waarna Jaakko Tallus direct probeerde weg te komen.
De aanval van Tallus werd gepareerd en vrijwel direct daarna zetten Magnus Moan en Petter Tande gezamenlijk de aanval in. Achter de aanval zat veel kracht en uiteindelijk konden alleen Tallus, Hettich en Gottwald volgen. In de laatste kilometer ging Gottwald in de aanval en Hettich ging met hem mee en nam zelf het initiatief. De twee kregen een behoorlijk gat, wat door de anderen niet meer gedicht werd, maar Gottwald kon het tempo van Hettich niet bijbenen.
Ook Gottwald werd op achterstand gezet en Georg Hettich kwam als winnaar over de streepmet Gottwald op respectabele achterstand als tweede. De sprint voor de derde plaats ging tussen de twee Noren Moan en Tande. Er was een fotofinish voor nodig om de winnaar van het brons te achterhalen. Uiteindelijk bleek Magnus Moan de gelukkige.

#### Langlaufen
| rang   | sporter(s)          | land | tijd     |
| ------ | ------------------- | ---- | -------- |
| Goud   | Georg Hettich       | GER  | 39'44.6  |
| Zilver | Felix Gottwald      | AUT  | + 9.8    |
| Brons  | Magnus Moan         | NOR  | + 16.2   |
| 4      | Petter Tande        | NOR  | + 16.3   |
| 5      | Jaakko Tallus       | FIN  | + 17.3   |
| 6      | Sebastian Hasenay   | GER  | + 51.1   |
| 7      | Björn Kircheisen    | GER  | + 1'10.5 |
| 8      | Todd Lodwick        | USA  | + 1'12.0 |
| 9      | Hannu Manninen      | FIN  | + 1'35.6 |
| 10     | Sergej Maslennikov  | RUS  | + 1'45.6 |
| 11     | Jason Lamy-Chappuis | FRA  | + 1'49.4 |
| 12     | Michael Gruber      | AUT  | + 2'03.3 |
| 13     | Christoph Bieler    | AUT  | + 2'06.7 |
| 14     | Giuseppe Michielli  | ITA  | + 2'20.9 |
| 15     | Bill Demong         | USA  | + 2'23.9 |

### Team estafette
| Titelverdedigers | Mantilla, Manninen, Tallus, Lajunen | Finland |
| ---------------- | ----------------------------------- | ------- |

De teamwedstrijd op de noordse combinatie werd geteisterd door ziekte en het weer. Allereerst werd bekend dat de favorieten voor de gouden medaille, Noorwegen niet mee zouden doen, aangezien drie van de vijf opgegeven atleten geveld waren door de griep en/of maagklachten. Na de eerste springronde bij het schansspringen nam de wind in kracht toe en moesten veel springers regelmatig van de schans af zonder te springen. Uiteindelijk werd de wedstrijd afgelast en de dag erna vervolgd.
De volgende ochtend werd de wedstrijd hervat, echter zonder het Italiaanse team dat verstek liet gaan, eveneens vanwege ziekte binnen de ploeg. Zodoende waren er nog negen landen in de race. De verste sprong kwam op naam van de Rus Sergej Maslennikov. Hij bracht de Russen daarmee op een derde plaats na het springen, nog voor Finland. De Russen hadden drie seconden achterstand op de mannen uit Oostenrijk, die onder leiding van Felix Gottwald tot 453.4 punten kwamen. De koploper na het springen was Duitsland, dat eerder met Georg Hettich de individuele wedstrijd al had gewonnen. De 464.5 punten die de Duitsers behaalden leverden een voorsprong bij het langlaufen op van 11 seconden op Oostenrijk.

#### Schansspringen
| rang | sporter(s)                                 | land | 1e ronde | 2e ronde | totaal | tijdsverschil |
| ---- | ------------------------------------------ | ---- | -------- | -------- | ------ | ------------- |
| 1    | Hettich, Ackermann, Kircheisen, Gaiser     | GER  | 464.5    | 449.0    | 913.5  | 0.00          |
| 2    | Bieler, Gottwald, Stecher, Gruber          | AUT  | 453.4    | 449.8    | 903.2  | 0.10          |
| 3    | Maslennikov, Kamenev, Fesenko, Matveev     | RUS  | 450.1    | 440.0    | 890.1  | 0.23          |
| 4    | Tallus, Manninen, Kuisma, Koivuranta       | FIN  | 444.7    | 433.9    | 878.6  | 0.35          |
| 5    | Takahashi, Kitamura, Kobayashi, Hatakeyama | JPN  | 437.7    | 426.5    | 864.2  | 0.49          |
| 6    | Lamy-Chappuis, Roux, Bal, Braud            | FRA  | 431.9    | 416.3    | 848.2  | 1.05          |
| 7    | Rieder, Heer, Hurschler, Schmid            | SUI  | 427.5    | 412.1    | 839.6  | 1.14          |
| 8    | Lodwick, Spillane, Van Loan, Demong        | USA  | 409.9    | 410.7    | 820.6  | 1.33          |
| 9    | Churavy, Rygl, Slavik, Vodsedalek          | CZE  | 396.3    | 408.8    | 805.1  | 1.48          |

Michael Gruber vertrok voor Oostenrijk vertrok 11 seconden nadat Björn Kircheisen was vertrokken voor Duitsland. Kircheisen zorgde ervoor dat het verschil tussen de Duitsers en de Oostenrijkers groeide tot meer dan 36 seconden. De Finnen waren inmiddels voorbij Rusland gegaan, die uiteindelijk helemaal zouden instorten en pas als negende en laatste zouden eindigen. Finland had de derde plaats in handen en zouden die positie in het verloop van de wedstrijd niet meer weggeven.
Georg Hettich was Duitslands tweede loper en vergrootte de voorsprong op de Oostenrijker Christoph Bieler tot exact 47 seconden toen Felix Gottwald in de baan kwam en fel streed tegen Ronny Ackermann. Ackermann had duidelijk niet de gewenste Olympische vorm en zodoende kwam Gottwald terug tot 20.8 seconden bij de derde en laatste wissel.
Alles kwam in handen van Mario Stecher die een eindsprint inzette op de laatste loper van Duitsland Jens Gaiser. Halverwege het parcours kwam Stecher op gelijke hoogte te lopen van Gaiser. Nadat Stecher enigszins bijgekomen was van zijn inspanning zette hij verrassend op een klimmetje de aanval in op Gaiser. Het klimmetje vergde zoveel van de Duitser dat hij niet kon volgen en de Oostenrijker moest laten gaan.
Mario Stecher kwam alleen op de finish af en hield in de laatste meters nog ietwat in. Gaiser kwam nauwelijks nog vooruit en uit de achterhoede kwam de Fin Hannu Manninen nog aardig dicht bij het zilver van de Duitsers. Gaiser kon echter nog wel voorkomen dat zelfs de Finnen hen nog voorbij zouden gaan.

#### Langlaufen
| rang   | sporter(s)                                 | land | tijd     |
| ------ | ------------------------------------------ | ---- | -------- |
| Goud   | Bieler, Gottwald, Stecher, Gruber          | AUT  | 49'42.6  |
| Zilver | Hettich, Ackermann, Kircheisen, Gaiser     | GER  | + 15.3   |
| Brons  | Tallus, Manninen, Kuisma, Koivuranta       | FIN  | + 26.8   |
| 4      | Rieder, Heer, Hurschler, Schmid            | SUI  | + 1.22.3 |
| 5      | Lamy-Chappuis, Roux, Bal, Braud            | FRA  | + 1.32.0 |
| 6      | Takahashi, Kitamura, Kobayashi, Hatakeyama | JPN  | + 1.43.4 |
| 7      | Lodwick, Spillane, Van Loan, Demong        | USA  | + 1.59.9 |
| 8      | Churavy, Rygl, Slavik, Vodsedalek          | CZE  | + 4.05.9 |
| 9      | Maslennikov, Kamenev, Fesenko, Matveev     | RUS  | + 4.12.5 |

### Sprint
| Titelverdediger | Samppa Lajunen | Finland |
| --------------- | -------------- | ------- |

#### Schansspringen
| rang | sporter(s)          | land | sprong | jurering | punten | tijdsverschil |
| ---- | ------------------- | ---- | ------ | -------- | ------ | ------------- |
| 1    | Georg Hettich       | GER  | 133.5  | 55.5     | 125.7  | 0.00          |
| 2    | Jason Lamy-Chappuis | FRA  | 132.0  | 56.0     | 124.4  | 0.05          |
| 3    | Anssi Koivuranta    | FIN  | 130.0  | 55.5     | 121.5  | 0.17          |
| 4    | Jaakko Tallus       | FIN  | 129.5  | 55.5     | 120.9  | 0.19          |
| 5    | Petter Tande        | NOR  | 128.5  | 54.0     | 118.2  | 0.30          |
| 6    | Michael Gruber      | AUT  | 127.0  | 54.5     | 116.9  | 0.35          |
| 7    | Yosuke Hatakeyama   | JPN  | 125.5  | 55.5     | 116.1  | 0.38          |
| 8    | Christoph Bieler    | AUT  | 126.5  | 54.0     | 115.8  | 0.40          |
| 9    | Akito Watabe        | JPN  | 127.0  | 53.0     | 115.4  | 0.41          |
| 10   | Ronny Ackermann     | GER  | 125.0  | 54.0     | 114.0  | 0.47          |
| 11   | Ivan Fesenko        | RUS  | 123.5  | 54.0     | 112.2  | 0.54          |
| 12   | Felix Gottwald      | AUT  | 123.0  | 54.5     | 112.1  | 0.54          |
| 13   | Magnus Moan         | NOR  | 124.0  | 53.0     | 111.8  | 0.56          |
| 14   | Johnny Spillane     | USA  | 122.5  | 52.5     | 109.5  | 1.05          |
| 15   | Mario Stecher       | AUT  | 122.0  | 52.5     | 108.9  | 1.07          |

#### Langlaufen
| rang   | sporter(s)          | land | tijd     |
| ------ | ------------------- | ---- | -------- |
| Goud   | Felix Gottwald      | AUT  | 17'35.0  |
| Zilver | Magnus Moan         | NOR  | + 5.4    |
| Brons  | Georg Hettich       | GER  | + 9.6    |
| 4      | Jason Lamy-Chappuis | FRA  | + 22.5   |
| 5      | Jaakko Tallus       | FIN  | + 29.1   |
| 6      | Petter Tande        | NOR  | + 30.1   |
| 7      | Björn Kircheisen    | GER  | + 36.7   |
| 8      | Ronny Ackermann     | GER  | + 38.7   |
| 9      | Todd Lodwick        | USA  | + 42.4   |
| 10     | Johnny Spillane     | USA  | + 46.2   |
| 11     | Anssi Koivuranta    | FIN  | + 48.7   |
| 12     | Hannu Manninen      | FIN  | + 52.0   |
| 13     | Michael Gruber      | AUT  | + 54.3   |
| 14     | Mario Stecher       | AUT  | + 1'01.3 |
| 15     | Daito Takahashi     | JPN  | + 1'02.4 |

## Medaillespiegels

### Landen
| rang | land       | goud | zilver | brons | totaal |
| ---- | ---------- | ---- | ------ | ----- | ------ |
| 1    | Oostenrijk | 2    | 1      | 0     | 3      |
| 2    | Duitsland  | 1    | 1      | 1     | 3      |
| 3    | Noorwegen  | 0    | 1      | 1     | 2      |
| 4    | Finland    | 0    | 0      | 1     | 1      |

### Atleten
| rang | atleet           | land | goud | zilver | brons | totaal |
| ---- | ---------------- | ---- | ---- | ------ | ----- | ------ |
| 1    | Felix Gottwald   | AUT  | 2    | 1      | 0     | 3      |
| 2    | Georg Hettich    | GER  | 1    | 1      | 1     | 3      |
| 3    | Magnus Moan      | NOR  | 0    | 1      | 1     | 2      |
| 4    | Christoph Bieler | AUT  | 1    | 0      | 0     | 1      |
|      | Michael Gruber   | AUT  | 1    | 0      | 0     | 1      |
|      | Mario Stecher    | AUT  | 1    | 0      | 0     | 1      |
| 7    | Ronny Ackermann  | GER  | 0    | 1      | 0     | 1      |
|      | Jens Gaiser      | GER  | 0    | 1      | 0     | 1      |
|      | Björn Kircheisen | GER  | 0    | 1      | 0     | 1      |
| 10   | Anssi Koivuranta | FIN  | 0    | 0      | 1     | 1      |
|      | Antti Kuisma     | FIN  | 0    | 0      | 1     | 1      |
|      | Hannu Manninen   | FIN  | 0    | 0      | 1     | 1      |
|      | Jaako Tallus     | FIN  | 0    | 0      | 1     | 1      |

Chamonix 1924 · 
St. Moritz 1928 · 
Lake Placid 1932 · 
Garmisch-Partenkirchen 1936 · 
St. Moritz 1948 · 
Oslo 1952 · 
Cortina d'Ampezzo 1956 · 
Squaw Valley 1960 · 
Innsbruck 1964 · 
Grenoble 1968 · 
Sapporo 1972 · 
Innsbruck 1976 · 
Lake Placid 1980 · 
Sarajevo 1984 · 
Calgary 1988 · 
Albertville 1992 · 
Lillehammer 1994 · 
Nagano 1998 · 
Salt Lake City 2002 · 
Turijn 2006 · 
Vancouver 2010 · 
Sotsji 2014 · 
Pyeongchang 2018 · 
Peking 2022 
Lijst van olympische medaillewinnaars
Alpineskiën · Biatlon · Bobsleeën · Curling · Freestyleskiën · Kunstrijden · Langlaufen · Noordse combinatie · Rodelen · Schaatsen · Schansspringen · Shorttrack · Skeleton · Snowboarden · IJshockey